# Lucas Massaro Garcia Gama
Lucas Massaro Garcia Gama (* 22. Juli 1994 in Estrela Dalva, Minas Gerais), auch bekannt als Lucas Massaro, ist ein brasilianischer Fußballspieler.

## Karriere
Lucas Massaro stand bis 2015 beim SE Búzios in Armação dos Búzios unter Vertrag. Über die brasilianischen Vereine Serra Macaense FC und Macaé Esporte FC aus Macaé ging er im Juni 2019 nach Thailand. Hier unterschrieb er einen Vertrag beim Surat Thani FC. Der Verein aus Surat Thani spielte in der dritten thailändischen Liga, der Thai League 3. Mit dem Verein aus dem Süden des Landes trat er in der Lower Region an. Im September 2020 wechselte er zum Chachoengsao Hi-Tek FC nach Chachoengsao. Mit dem Drittligisten spielte er in der Eastern Region der dritten Liga. Singha Golden Bells Kanchanaburi FC, ein Drittligist aus Kanchanaburi, der in der Western Region spielte, nahm ihn im Mai 2021 unter Vertrag. Zur Rückrunde 2021/22 wechselte er im Dezember 2021 zum Zweitligisten Lampang FC. Sein Debüt für den Verein aus Lampang in der zweiten Liga gab er am 22. Januar 2022 (20. Spieltag) im Heimspiel gegen den Kasetsart FC. Hier stand er in der Startelf und schoss in der 38. Minute sein erstes Zweitligator für Lampang. Lampang gewann das Spiel 5:1. Mit Lampang wurde er am Ende der Saison Tabellenvierte und qualifizierte sich für die Aufstiegsspiele zur ersten Liga. Hier konnte man sich im Finale gegen den Trat FC durchsetzen und stieg somit in die erste Liga auf. Für Lampang absolvierte er elf Ligaspiele. Nach dem Aufstieg verließ er den Verein und schloss sich seinem ehemaligen Verein Dragon Pathumwan Kanchanaburi FC (ehemals Singha Golden Bells Kanchanaburi FC) an. Hier kam er in der Hinrunde nicht zum Einsatz und sein Vertrag wurde im Dezember 2022 aufgelöst. Von Dezember 2022 bis Juli 2023 war er vertrags- und vereinslos. Am 3. August 2023 zog es ihn nach Kambodscha. Hier unterschrieb er in der Hauptstadt Phnom Penh einen Vertrag beim Erstligisten National Defense Ministry FC. Nach sieben Erstligaspielen, in denen er zwei Tore erzielte, kehrte er im Januar 2024 nach Thailand zurück. Hier nahm ihn der Zweitligist Krabi FC unter Vertrag. Am Ende der Saison 2023/24 belegte er mit dem Klub aus Krabi den letzten Tabellenplatz und musste somit in die dritte Liga absteigen. Nach dem Abstieg verließ er den Verein und schloss sich im Sommer 2024 dem Drittligisten Bankhai United FC an. Mit dem Klub aus Ban Khai spielte er in der Eastern Region der Liga. Nach acht Ligaspielen, in denen er ein Tor erzielte, wechselte er in die Central Region. Hier schloss er sich dem Lopburi City FC an. Nach neun Ligaspielen wechselte er im Sommer 2025 in die Southern Region. Hier schloss er sich auf Ko Samui dem Drittligaaufsteiger Samui United FC an.